# 633-as busz
A 633-as jelzésű elővárosi autóbusz Budapest, Népliget és Alsónémedi, ócsai elágazás között közlekedik iskolai előadási napokon, reggel Budapest felé, délután pedig Alsónémedi felé 1-1 indulással.

## Útvonala
| Alsónémedi, ócsai elágazás felé | Budapest, Népliget felé |
| --- | --- |
| Budapest, Népliget vá. – Üllői út – Könyves Kálmán körút – Gyáli úti felüljáró – Gyáli út – Nagykőrösi út – – – benzinkút szervízútja – – Dunaharaszti, Némedi út – Alsónémedi, Haraszti út – Fő út – Alsónémedi, ócsai elágazás vá. | Alsónémedi, ócsai elágazás vá. – Fő út – Haraszti út – Dunaharaszti, Némedi út – – – Budapest, Nagykőrösi út – Gyáli út – Gyáli úti felüljáró – Könyves Kálmán körút – Üllői út – Nagyvárad tér – Orczy út – Elnök utca – Magyarok Nagyasszonya tér – Elnök utca – Könyves Kálmán körút – Üllői út – Budapest, Népliget vá. |

## Megállóhelyei
| 0                                            | Budapest, Népliget végállomás         | 41 | 1, 1A 83 254E 607, 608, 626, 628, 629, 630, 631, 632, 635, 636, 650, 653, 654, 655, 656, 657, 659, 660, 661, 679, 705 1080, 1081, 1085, 1087, 1090, 1092, 1094, 1110, 1111, 1113, 1115, 1120, 1121, 1125, 1131, 1134, 1136, 1172, 1173, 1174, 1175, 1176, 1177, 1183, 1184, 1185, 1188, 1189, 1190, 1193, 1194, 1201, 1205, 1212, 1215, 1216, 1229, 1251, 1253, 1254, 1257, 1268 |
| Budapest–Dunaharaszti közigazgatási határa   |                                       |    | |
| 30                                           | Dunaharaszti elágazás (Némedi út)     | 13 | 632, 656, 657, 659 1110, 1111, 1113, 1115 1, 1Y, 2, 3 |
| Dunaharaszti–Alsónémedi közigazgatási határa |                                       |    | |
| 35                                           | Alsónémedi, Nefelejcs utca            | 8  | 630, 631 |
| 37                                           | Alsónémedi, Haraszti utca 81.         | 6  | 626, 627, 628, 630, 631, 636 |
| 39                                           | Alsónémedi, Haraszti utca 13.         | 4  | 626, 627, 628, 630, 631, 636 |
| 41                                           | Alsónémedi, Szabadság tér             | 2  | 626, 627, 628, 630, 631, 636 |
| 43                                           | Alsónémedi, ócsai elágazás végállomás | 0  | 630, 631, 636 |